# Brigitte Wormbs
Brigitte Wormbs (* 14. Mai 1937 in Betzdorf) ist eine deutsche Garten- und Landschaftsarchitektin und Autorin.
Wormbs studierte Garten- und Landschaftsgestaltung an der Technischen Hochschule München. Seit 1966 ist sie, in Ulm lebend, als freiberufliche Garten- und Landschaftsgestalterin tätig. Als Autorin beschäftigte sie sich in theoretischen Arbeiten mit dem Umgang mit der Natur und der Stadtentwicklung sowie mit der Gartenkunst; daneben verfasste sie Essays zur Wahrnehmung, Darstellung und Gestaltung von Landschaft für Zeitschriften, Tageszeitungen und Rundfunkanstalten. Zwischen 1976 und 1986 legte sie vier Bücher, darunter auch einen Reiseführer, vor. Auch hielt sie Vorträge und nahm an Kolloquien im In- und Ausland teil. Von 1979 bis 1983 war sie Mitglied des von Jan Robert Bloch initiierten Arbeitskreises Naturqualität, der am Institut für Pädagogik der Naturwissenschaften der Universität Kiel angesiedelt war. Zwischen 1990 und 1992 arbeitete sie in Frankfurt am Main am Projekt GrünGürtel mit.
Wormbs hatte 1995–1996 einen Lehrauftrag an der Universität Oldenburg, wo sie seit 1997 Honorarprofessorin ist. Von 1999 bis 2000 lehrte sie als Gastprofessorin an der Universität-Gesamthochschule Kassel.

## Schriften
Buchveröffentlichungen
- Über den Umgang mit Natur. Landschaft zwischen Illusion und Ideal. Stroemfeld/Roter Stern, Frankfurt am Main 1981; ISBN 3-87877-119-3  (3. Auflage)
- Ortsveränderung Stroemfeld/Roter Stern, Basel/Frankfurt am Main 1981; ISBN 3-87877-159-2
- Raumfolgen. Essays Luchterhand, Darmstadt/Neuwied 1986; ISBN 3-472-61684-9
- Brigitte Wormbs & Wolftraud de Concini Venedig. dtv, München 1984; ISBN 3-423-03718-0

Weitere Arbeiten
- Kritische Gänge durch Natur im öffentlichen Raum. In: Landeshauptstadt Stuttgart. Kulturamt (Hrsg.): Zum Naturbegriff der Gegenwart. Dokumentation zum Kongress »Natur im Kopf«. frommann-holzboog Verlag, Stuttgart-Bad Cannstatt 1996
- Vagabundieren im Garten. In:  Jörg Zimmermann mit Uta Saenger, Götz L. Darsow (Hrsg.): Ästhetik und Naturerfahrung. frommann-holzboog Verlag, Stuttgart-Bad Cannstatt 1996
- Spuren im Garten. In: J. R. Bloch (Hrsg.): »Ich bin. Aber ich habe mich nicht. Darum werden wir erst.« Perspektiven der Philosophie Ernst Blochs. Suhrkamp, Frankfurt am Main 1997, S. 344–353
- Ein Teppichknüpfer. In: Francesca Vidal (Hrsg.) Experiment Welt. Bloch-Jahrbuch 2010. Zum 125. Geburtstag von Ernst Bloch. In Erinnerung an Jan Robert Bloch. Talheimer Verlag, Mössingen 2010, S. 76–80